# Małdyty
Małdyty (niem. Maldeuten) – wieś w Polsce położona w województwie warmińsko-mazurskim, w powiecie ostródzkim, w gminie Małdyty nad jeziorem Sambród i na trasie linii kolejowej Elbląg-Morąg-Olsztyn. Zachodnim skrajem miejscowości przebiega trasa drogi krajowej nr 7.
W latach 1975–1998 miejscowość administracyjnie należała do województwa olsztyńskiego. W latach 1945–1946 miejscowość nosiła nazwę Niebytów.
Miejscowość jest siedzibą gminy Małdyty. Przez Małdyty przepływa Kanał Elbląski.

## Historia
Wieś wymieniana w dokumentach w 1350 jako osada pruska pod nazwą Maudithen. Nazwa osady wywodzi się od Prusa o imieniu „Maudyc” lub od rośliny (w litewskim ‘mauda’ to cykuta).
Około 1400 Małdyty były folwarkiem zakonnym. Po wojnie trzynastoletniej, od połowy XV w. do XVII należała na prawie magdeburskim do rodu von Schlieben, rycerzy zaciężnych. W 1648 starosta tylżycki Fryderyk von Schlieben sprzedał Małdyty Krzysztofowi von Houwaldowi za sumę 5 tys. florenów polskich. Dobra te obejmowały Małdyty, wieś Zajezierze, folwark Fiugajki i młyn wodny Czulpa.

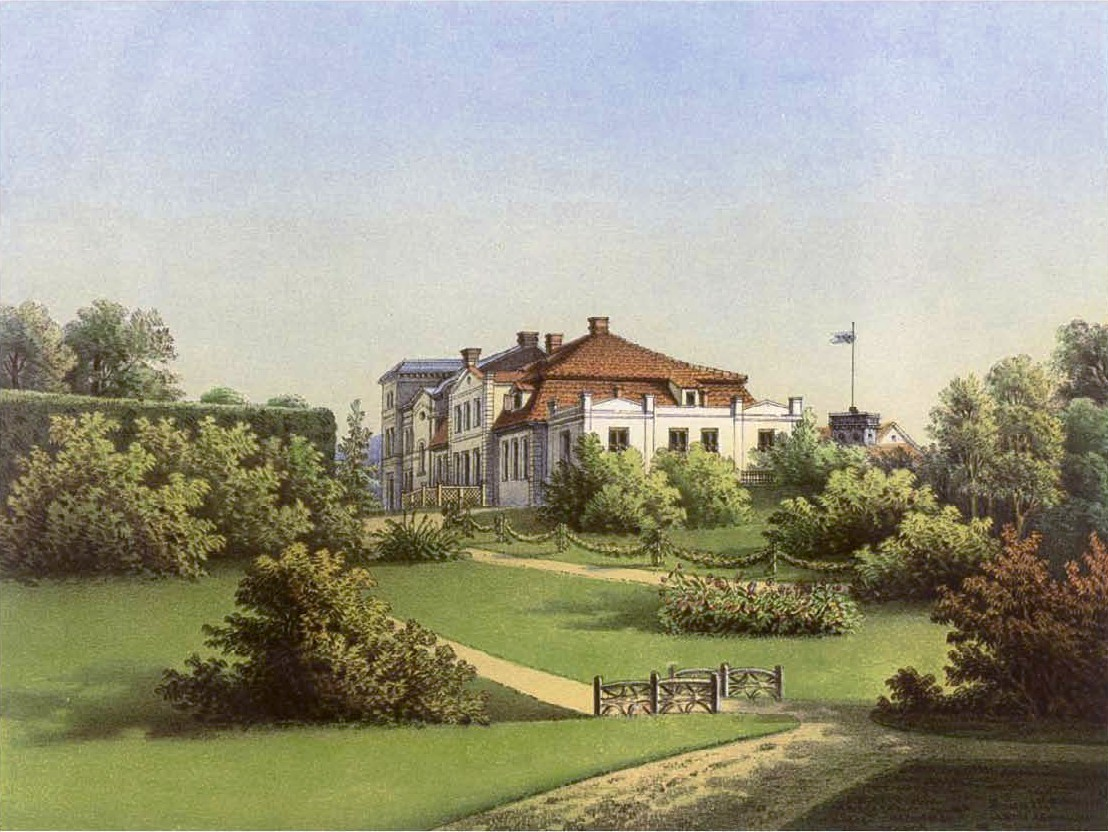
Pałac w Małdytach w XIX w.

W XVIII i pierwszej połowie XIX w. Małdyty były stacją węzłową ruchu dyliżansów. Stąd rozchodziły się trakty do Morąga, Ostródy, Elbląga i Zalewa. Uruchomienie w 1860 Kanału Elbląskiego ułatwiło transport towarów.
W XIX w. do dóbr w Małdytach należały także dwa folwarki: Górka oraz Sople. Około 1900 dobra małdyckie obejmowały obszar 1786 ha, w tym 283 ha lasów. W 1914 posiadłości te znalazły się we władaniu Towarzystwa Rolnego (Landgesellschaft), które rozparcelowało ziemię na gospodarstwa chłopskie. W Małdytach i Zajezierzu – ze względu na duże zabudowania gospodarcze, pozostały tak zwane resztówki. Natomiast folwark Fiugajki został podzielony całkowicie.
W Małdytach nie było szkoły. Dzieci uczęszczały do szkoły w pobliskim Zajezierzu (szkoła istniała od XVIII w.).
W 1782 we wsi było pięć „dymów”. W 1818 w siedmiu gospodarstwach domowych mieszkały 53 osoby. W 1858 zanotowano 11 domów i 182 mieszkańców. W 1939 gmina Małdyty (łącznie z Zajezierzem) liczyła 775 mieszkańców.
Nie jest historycznie uzasadnione uznawanie obecnej miejscowości Małdyty jako tożsamej z niemiecką miejscowością Maldeuten. Małdyty w swym obecnym kształcie zostały powołane do życia na drodze administracyjnej pod koniec 1946 roku. Po II wojnie światowej, po przejęciu władzy przez administrację polską, przez pewien czas nazwa Małdyty funkcjonowała tylko dla majątku ziemskiego, natomiast siedziba gminy znajdowała się w miejscowości Niebytów (teren obecnych Małdyt). Na pieczęci urzędu z roku 1945/1946 widnieje napis: „Zarząd Gminy Małdyty z siedzibą w Niebytowie stacja kolejowa Wolny Bór”. Te wszystkie nazwy zostały zastąpione jedną: „Małdyty”. Na mapach z 1946 można znaleźć jeszcze jedną – Frywałd. Następnie została dołączona miejscowość Czulpa. Była to miejscowość utworzona po 1914 na terenie po parcelacji majątku Maleuten. Jej obecna lokalizacja to budynki przy kanale w stronę toru kolejowego. W przeszłości znajdował się tam także młyn wodny oraz posiadłość G.J. Steenke, budowniczego Kanału Oberlandzkiego, jej niemiecka nazwa to Zölp. Do terenów obecnych Małdyt włączona została także osada mająca niemiecka nazwę Schneidemühle – czyli Tartak – która została założona po roku 1860 na terenie osuszonego częściowo jeziora Sambród. Na dnie tego jeziora w wyniku obniżenia lustra wody o 5,5 m znalazła swą lokalizację także stacja kolejowa Maldeuten. Główna część obecnych Małdyt stanowi przedwojenna miejscowość Freiwalde – obecnie Leśnica, stąd powojenna nazwa stacji – Wolny Bór. Do Małdyt weszła część Leśnicy od dawnej cegielni w stronę toru kolejowego.
W 1973 w dokumentach administracyjnych wymieniano ponadto niezamieszkany już wówczas przysiółek Potajanki.
Swój kształt przestrzenny Małdyty zawdzięczają G.J. Steenke, konstruktorowi systemu pochylni na Kanale Elbląskim. W trakcie prac przy budowie kanału obniżono lustro wody jeziora Sambród, co umożliwiło rozwój osadnictwa na uzyskanym terenie i rozwój komunikacji wodnej, drogowej i kolejowej. Pomimo faktu że Steenke, konstruktor systemu pochylni na Kanale Elbląskim, po przejściu na emeryturę mieszkał we wsi Czulpa, w samej miejscowości nie ma śladu upamiętniającego jego dzieło.

## Zabytki

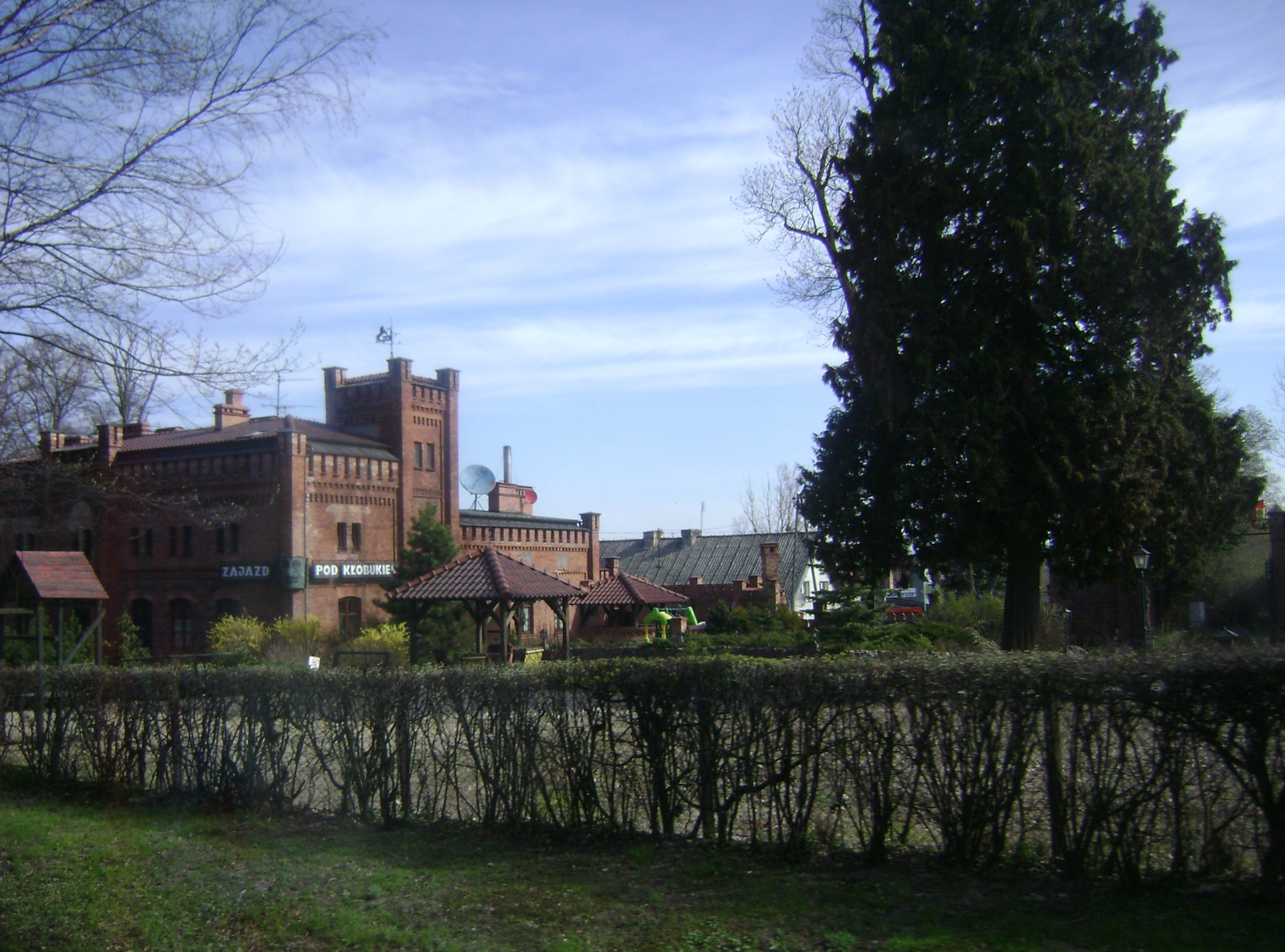
Oficyna

Neogotycka oficyna pałacowa w stylu wiktoriańskim z wieżyczką w kształcie obecnym została zbudowana ok. 1830. Kiedyś była to część dużego kompleksu pałacowego, należącego do dóbr Augusta II Mocnego. Pałac uległ zniszczeniu w czasie II wojny światowej, zachowała się jedynie oficyna, brama wjazdowa i pozostałości parku z pomnikowymi drzewami. Na wprost rośnie okaz ponad 150-letniej tui, jednej z największych w Polsce. W skrajnej części parku natomiast króluje ponad 400-letni dąb „Kłobuk”. Oficyna, oryginalnie odgrywała rolę budynku administracyjnego i stajni wyjazdowych na potrzeby pałacu.

## Galeria

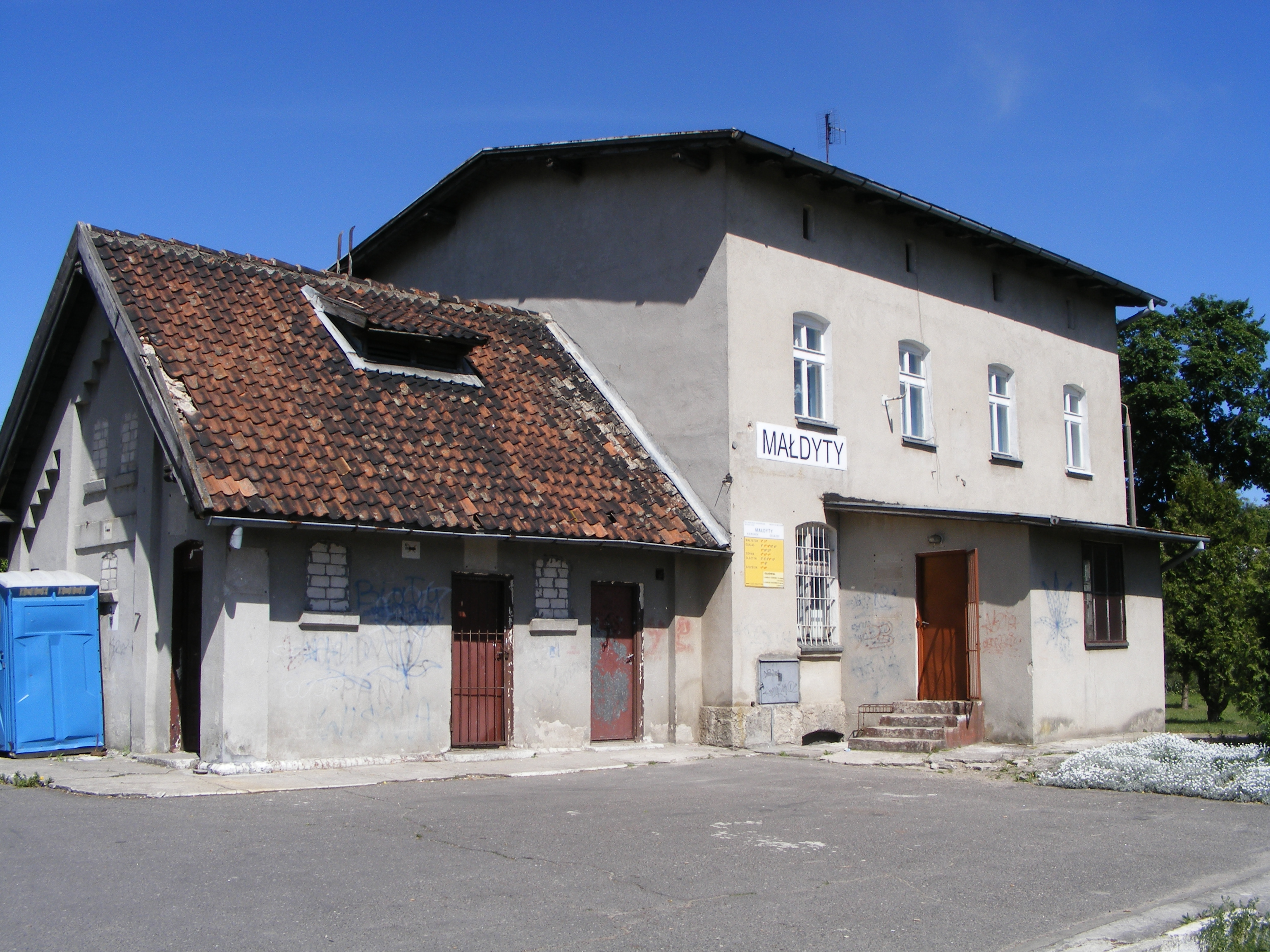
Stacja kolejowa
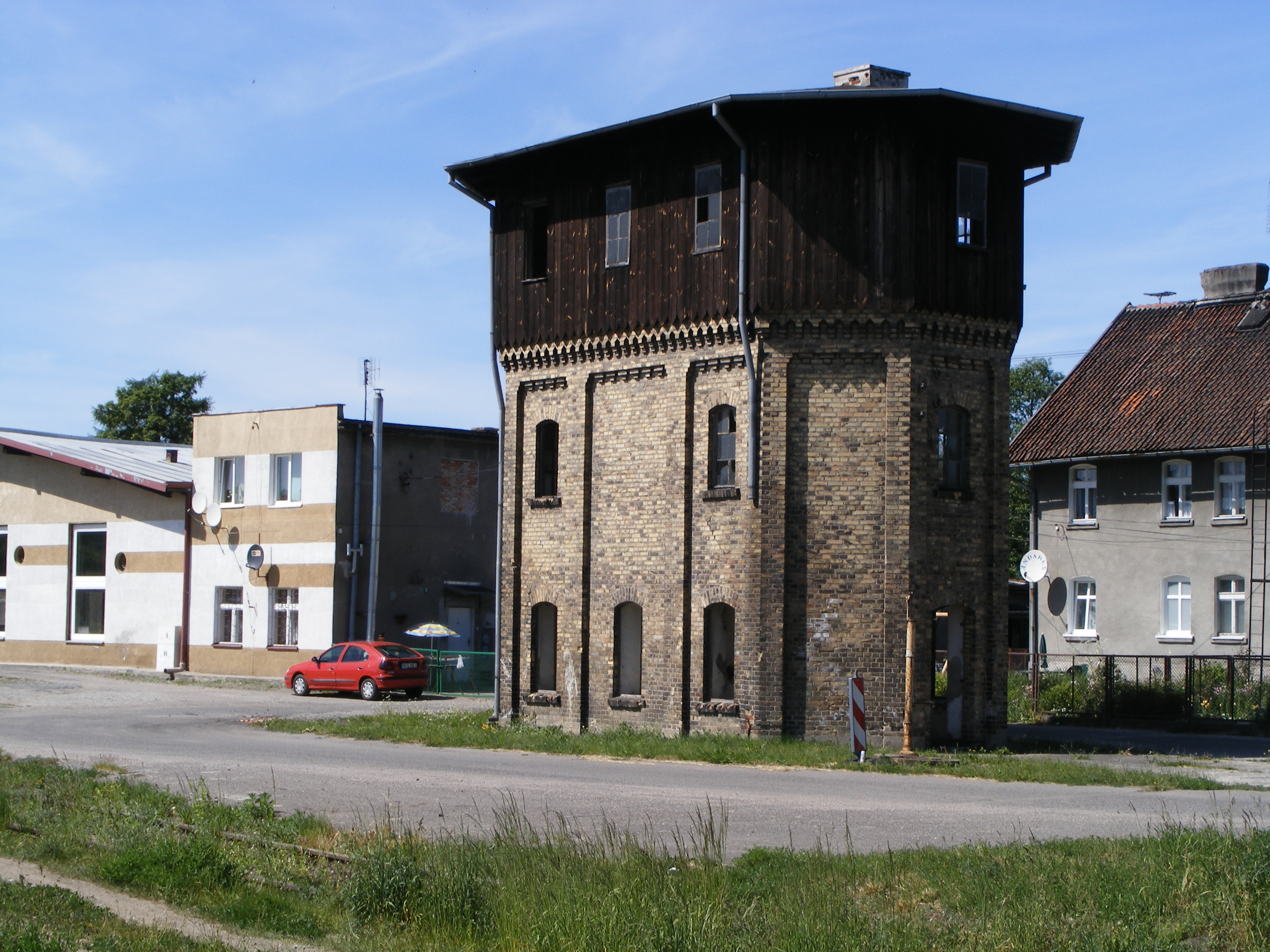
Wieża ciśnień
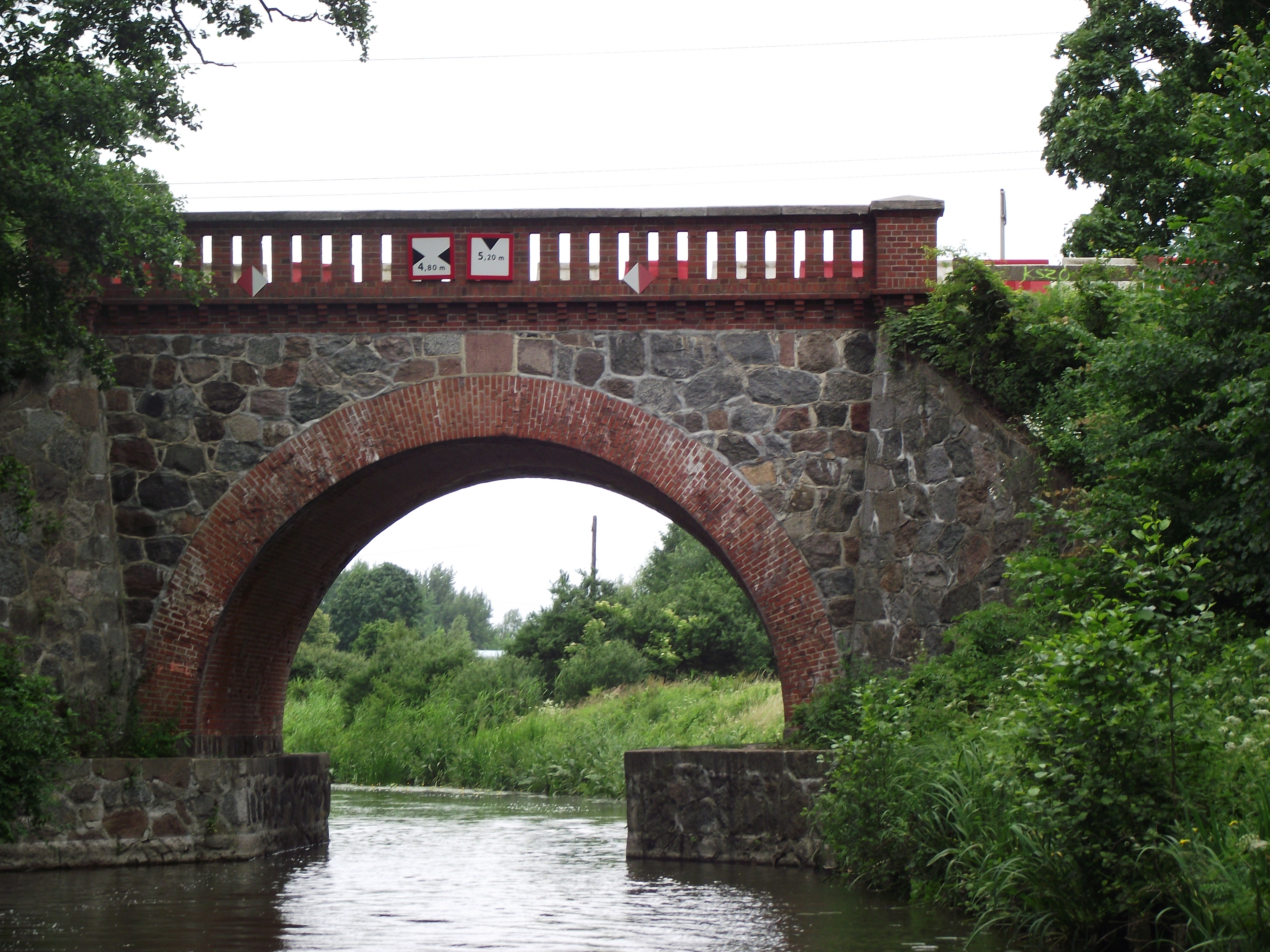
Most na Kanale Elbląskim